# Мухаммед Шіа ас-Судані
Мохаммед Шіа' Саббар ас-Судані (4 березня 1970 , Багдад ) — іракський політик, який обіймає посаду прем'єр-міністра Іраку з 27 жовтня 2022 року. 
Обіймав посаду міністром з прав людини Іраку в Раді міністрів прем'єр-міністра Нурі аль-Малікі з 2010 по жовтень 2014. 

Обіймав посаду губернатора провінції Майсан у 2009 і 2010 роках. 

## Раннє життя
Судані народився в Багдаді в 1970 році. 
Одружений і має чотирьох синів. 
Здобув ступінь бакалавра Багдадського університету з сільськогосподарських наук і ступінь магістра з управління проектами. 
У віці 10 років він став свідком того, як його батька та п’ятьох інших членів родини стратили за членство в Ісламській партії Дава. 
Судані також брав участь у повстаннях 1991 року, які почалися після закінчення війни в Перській затоці. 
У 1997 році він був призначений до Управління сільського господарства Майсана, де він був головою департаменту сільського господарства міста Кумайт, начальником департаменту сільського господарства міста Алі Аль-Шаркі, начальником відділу сільськогосподарського виробництва та інженером-науковцем Національної дослідницької програми Продовольча та сільськогосподарська організація ООН.
Після вторгнення в Ірак Сполучених Штатів і їх союзників у 2003 році Судані працював координатором між адміністрацією провінції Майсан і CPA. 
У 2004 році Судані був призначений мером міста Ель-Амара, у 2005 році він був обраний членом Ради провінції Майсан. 
У 2009 році він був переобраний і призначений радою губернатором.

## Міністр з прав людини
Був призначений прем'єр-міністром Нурі аль-Малікі міністром з прав людини після парламентських виборів 2010 року, який був затверджений парламентом 21 грудня 2010 року.
У 2011 році він недовго був головою Комісії з питань правосуддя та підзвітності з дебаасифікації, яка мала повноваження забороняти особам входити в уряд через зв’язки з колишньою правлячою партією Баас. 

Обіймав посаду міністра у серпні 2014 року, коли ІДІЛ вбила тисячі єзидів на півночі Іраку. Він описав це як «жорстоке звірство» і сказав, що «міжнародна спільнота має зайняти тверду позицію проти ІДІЛ» і «розпочати війну проти ІДІЛ, щоб зупинити геноцид і звірства проти цивільного населення». 

Він звернувся до Ради ООН з прав людини з проханням розпочати розслідування злочинів проти мирного населення, скоєних ІДІЛ. Він назвав злочини ІДІЛ геноцидом і злочинами проти людства. 

«Ми зіткнулися з монстром-терористом», – пояснив він. 
«Їхнє переміщення має бути обмежене. Їхні активи мають бути заморожені та конфісковані. Їхній військовий потенціал має бути знищений.» 

Його наступником став Мохаммед Махді Амін аль-Баяті в жовтні 2014 року, коли до влади прийшов уряд Хайдера аль-Абаді. 

## Прем'єр-міністр
У спробі покласти край іракській політичній кризі 2022 року Координаційна структура офіційно висунула аль-Судані на посаду прем’єр-міністра у травні 2022 року. 
 
Йому вдалося сформувати уряд, який був затверджений Радою представників 27 жовтня. 